# Shirley Kaufman
Shirley Kaufman, née le 5 juin 1923 à Seattle, est une poétesse et traductrice américano-israélienne. Elle a immigré en Israël en 1973.

## Œuvres traduites en français
- Un abri pour nos têtes, traduit par Claude Vigée, Cheyne Éditeur.